# Moment 4 Life
«Moment 4 Life» es una canción interpretada por la rapera, compositora y cantante trinitense, Nicki Minaj y el rapero, cantante, compositor y productor canadiense Drake de su álbum debut Pink Friday. Fue lanzada como cuarto sencillo del álbum el 7 de diciembre de 2010 bajo los sellos Young Money Entertainment, Cash Money Records, Island Records y Universal Motown Records. La canción fue producida por T-Minus y escrita por Minaj, Drake, Nikhil Seetharam y Tyler William. Contiene fragmentos del sencillo «Confessin' A Feeling» de Sly, Slick and Wicked lanzada en 1972. La canción está inspirada en una historia creada por Minaj en la que dos niños crecen juntos compartiendo el mismo sueño de convertirse en raperos famosos y crean esta canción mientras ambos viven ese sueño juntos. Alcanzó la posición 13 del Billboard Hot 100 y la primera del Hot R&B/Hip-Hop Songs y Hot Rap Songs. También obtuvo éxito internacionalmente, entrando al top 40 en Canadá, Irlanda y el Reino Unido así como debutando en los listados de Bélgica y Francia. «Moment 4 Life» fue nominado en los Premios Grammy del año 2012 en la categoría Mejor interpretación de rap pero perdió contra «Otis» de Jay Z y Kanye West.

## Desarrollo y composición
Durante una sesión de Pink Friday Diaries, Minaj habló de la canción en detalle añadiendo un artículo de fondo a la canción original. "Moment 4 Life es sobre dos niños que crecieron en la misma cuadra. Compartieron sus sueños de ser raperos. Juston rieron y lloraron. Un día se dan cuenta de que sus sueños han llegado a buen término. Aunque sabes que todas las cosas que llegan a su fin siempre se celebran. Ellos desean tener ese momento de por vida [Moment 4 Life]". Líricamente, la canción es acerca de un deseo de mantener una sensación de logro, como Drake detrás de Minaj y rapeando en el tema sobre disfrutar el momento. La construcción de la canción es un rap estándar de tres versos y un estribillo, Nicki realiza una respuesta-defensa en la pista, rapeando como si estuviera haciendo un discurso a sus fanes y haters.

## Vídeo musical

### Sinopsis

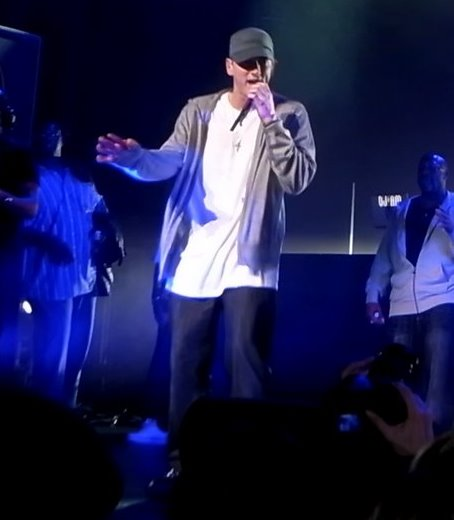
Durante el vídeo, se menciona a "Slim Shady" (alter ego de Eminem)

El vídeo hace parte de un cuento de hadas de un libro donde Minaj es ayudada por sí misma interpretándose también como un hada madrina. El vídeo comienza con Minaj sentada junto a un tocador cuando de repente aparece Martha Zolanski (alter ego de Minaj) como el hada madrina de Nicki. Luego de discutir sobre el envío de Roman y Slim Shady (alter ego de Eminem) a un internado, Martha le dice a Nicki que este tipo de cuentos de hadas es diferente a todos los demás que ha visto diciendo: "Este tipo de noches son fugaces y generalmente terminan por medio de la noche. Pero mis instintos de Hada dios de madre me dice que puede tener un momento para toda la vida". La canción comienza cuando Martha le obsequia a Minaj un par de tacones. Durante el verso de Minaj se la ve entrando a un salón en el cual se daba un evento y desde un piso superior del cual se tenía completa visibilidad al evento Drake ve la presencia de Nicki. Ambos se reúnen en una sala donde frente a una chimenea Drake realiza la interpretación de su verso en compañía de Minaj. Durante el clímax de la canción, se le ve a Drake y Nicki caminando por el pasillo donde de un momento a otro se transforma en la escena de una boda con un beso entre ambos y fuegos artificiales hasta que el reloj marca la media noche.

### Recepción crítica
En el día de su estreno, James Montgomery de MTV News dio una crítica muy positiva al vídeo, diciendo: "Es claro que no es exactamente algo para llamar a 'Moment 4 Life' el vídeo más Nicki Minaj de todos los tiempos. Toma básicamente todos los aspectos de su personalidad — la fashionista, el glamour, la princesa, el personaje de dibujos animados, la niña pequeña y los colma juntos en un paquete muy brillante. Luego envuelve ese paquete con guiños a su pasado (el acento británico, la mención de su alter-ego Roman Zolanski y el utilizar su bromance con Drake) para la buena medida. El resultado final es tal vez el retrato más completo de Minaj hasta la fecha... Hay muy pocas pelucas tontas [...]. Básicamente es nuestro primer vistazo a la Nicki real: una mujer joven que es más que la suma de sus partes, incluso si las partes son muy interesantes". Chris Robinson de Idolator comparó y contrasto la boda de «Moment 4 Life» con otro videoclip de boda.

## Interpretaciones en directo
Minaj realizó la primera interpretación en vivo de la canción en una fiesta de acción de gracias organizada por la estación de radio, Hot 97. La presentación tuvo la compañía de Drake con quien después Minaj interpretó «Up All Night», canción en la cual también colaboraban ambos. Nicki también realizó una interpretación en vivo de la canción en el show Lopez Tonight, pero esta vez sin la compañía de Drake y como mostrándose su alter ego Rosa. Después Minaj interpretó la canción en el VH1 Divas Support the Troops nuevamente sin el apoyo vocal ni presencia del rapero Drake. Para el mismo evento también realizó la interpretación en vivo de su sencillo «Right Thru Me» y junto a Katy Perry realizaron un cover del éxito de los 80's «Girls Just Want to Have Fun», Minaj lució una peluca rubia esponjosa, mallas turquesa, tacones alargados y un mini vestiso ajustado de color naranja. Minaj interpretó la canción en muchas fiestas y eventos, incluyendo un concierto de Navidad organizado por Hot 97. Minaj además realizó una interpretación de la canción en una azotea de Manhattan durante el evento de año nuevo NBC’s New Year’s Eve with Carson Daly. Minaj interpretó la canción en compañía de Drake en el evento de año nuevo All Pink Everything Belvedere Vodka donde también fue la anfitriona. Nicki además interpretó la canción en el The Ellen DeGeneres Show, sin la compañía de Drake y luciendo un vestido de cóctel negro, una peluca rubia y una cadena de Barbie. Utilizando un traje completo colorido, Minaj interpretó la canción en su primera aparición en vivo para Saturday Night Live. La rapera a añadido la canción al setlist de sus giras Pink Friday Tour, Pink Friday: Reloaded Tour y The Pinkprint Tour. En 2014, durante el iHeartRadio Music Festival Minaj añadió la canción a su show. Al año siguiente para el 30 de mayo de 2015 en el iHeartRadio Summer Pool Party en Las Vegas Minaj nuevamente interpretó la canción.

## Lista de canciones
- Descarga digital — Versión explícita

| N.º | Título                      | Duración |  |
| 1.  | «Moment 4 Life» (con Drake) | 4:39     |  |

- Descarga digital — Versión censurada

| N.º | Título                      | Duración |  |
| 1.  | «Moment 4 Life» (con Drake) | 4:39     |  |

- Sencillo CD promocional — Versión RU

| N.º | Título                             | Duración |  |
| 1.  | «Moment 4 Life» (Clean Radio Edit) | 3:46     |  |

- Sencillo en CD — Versión EUA

| N.º | Título          | Duración |  |
| 1.  | «Moment 4 Life» | 3:21     |  |
| 2.  | «Super Bass»    | 4:39     |  |

## Posicionamiento en listas
| País               | Lista                     | Mejor posición |         |
| 2010–11            | 2010–11                   | 2010–11        | 2010–11 |
| ------------------ | ------------------------- | -------------- | ------- |
| Australia          | ARIA Urban Singles Chart  | 4              |         |
| Bélgica (Flanders) | Ulltratip Bubbling Under  | 23             |         |
| Canadá             | Canadian Hot 100          | 27             |         |
| Canadá             | Canadian Digital Songs    | 31             |         |
| Canadá             | MuchMusic Top 30          | 5              |         |
| Escocia            | Scottish Singles Chart    | 24             |         |
| Europa             | European Hot 100          | 5              |         |
| Europa             | World RnB Top 30 Singles  | 1              |         |
| Estados Unidos     | Digital Songs             | 22             |         |
| Estados Unidos     | Billboard Hot 100         | 12             |         |
| Estados Unidos     | MySpace Songs             | 15             |         |
| Estados Unidos     | Hot R&B/Hip-Hop Songs     | 1              |         |
| Estados Unidos     | R&B/Hip-Hop Airplay       | 1              |         |
| Estados Unidos     | R&B/Hip-Hop Digital Songs | 10             |         |
| Estados Unidos     | Hot Rap Songs             | 1              |         |
| Estados Unidos     | Bubbling Under Hot 100    | 1              |         |
| Estados Unidos     | Rhythmic Songs            | 2              |         |
| Estados Unidos     | Pop Songs                 | 18             |         |
| Estados Unidos     | Radio Songs               | 5              |         |
| Francia            | SNEP Singles Chart        | 65             |         |
| Irlanda            | IRMA Singles Chart        | 37             |         |
| Países Bajos       | Single Top 100            | 51             |         |
| Reino Unido        | UK Singles Chart          | 22             |         |
| Reino Unido        | UK R&B Singles Chart      | 9              |         |

| País           | Lista             | Posición |
| 2011           | 2011              | 2011     |
| -------------- | ----------------- | -------- |
| Estados Unidos | Billboard Hot 100 | 50       |
| Canadá         | Canadian Hot 100  | 92       |

### Sucesión en listas
| Predecesor: 6 Foot 7 Foot de Lil Wayne feat. Cory Gunz   | World RnB Top 30 Singles — Canción número uno 21 de enero de 2011 — 23 de marzo de 2011     | Sucesor: All of the Lights de Kanye West                              |
| Predecesor: Fall For Your Type de Jamie Foxx feat. Drake | Hot R&B/Hip-Hop Songs — Canción número uno 26 de enero de 2011 — 26 de marzo de 2011        | Sucesor: Look At Me Now de Chris Brown feat. Lil Wayne & Busta Rhymes |
| Predecesor: Can't Be Friends de Trey Songz               | Hot R&B/Hip-Hop Songs Airplay — Canción número uno 8 de enero de 2011 — 26 de marzo de 2011 | Sucesor: What's My Name? de Rihanna feat. Drake                       |
| Predecesor: Black and Yellow de Wiz Khalifa              | Hot Rap Songs — Canción número uno 19 de febrero de 2011 — 26 de marzo de 2011              | Sucesor: Look At Me Now de Chris Brown feat. Lil Wayne & Busta Rhymes |

## Ventas y certificaciones
| País                                                       | Organismo certificador | Certificación | Ventas  | Ref.   |
| ---------------------------------------------------------- | ---------------------- | ------------- | ------- | ------ |
| Estados Unidos                                             | RIAA                   | 2× Platino    | 2 000   | [ 36 ] |
| Reino Unido                                                | BPI                    | Plata         | 200 000 | [ 37 ] |
| (*) significa que la certificación puede incluir streaming |                        |               |         |        |

## Premios y nominaciones
| Año  | Premiación                | Categoría                                | Resultado |
| ---- | ------------------------- | ---------------------------------------- | --------- |
| 2011 | BDB Certified Spin Awards | BDB Certified Spin Awards (50.000 Spins) | Ganador   |
| 2011 | BET Awards                | Premio del público                       | Nominado  |
| 2011 | BET Hip-Hop Awards        | Premio del público                       | Nominado  |
| 2011 | MTV Video Music Awards    | Mejor colaboración                       | Nominado  |
| 2011 | Soul Train Music Awards   | Mejor canción Hip hop del año            | Ganador   |
| 2012 | BMI Urban Awards          | Canción ganadora del premio              | Ganador   |
| 2012 | Premios Grammy            | Mejor interpretación de Rap              | Nominado  |
| 2014 | VEVO Certified            | 100 millones de visualizaciones          | Ganador   |

## Créditos y personal
| - Onika Maraj – Intérprete, compositor (a) - Aubrey Graham – Intérprete, compositor - T. Williams – Compositor - N. Seetharam – Compositor - Ariel Chobaz – Grabador/mezclador | - Noah "40" Shebib – Grabador - Lyttleton Carter – (asistente) Grabador/mezclador - Noel Cadastre – (asistente) Grabador - T-Minus – Productor |

 Créditos adaptados por las líneas de Pink Friday

## Historial de lanzamiento
| País           | Fecha                  | Formato (s)        |
| -------------- | ---------------------- | ------------------ |
| Estados Unidos | 7 de diciembre de 2010 | Rhythm airplay     |
| Estados Unidos | 4 de enero de 2011     | Urban airplay      |
| Reino Unido    | 3 de febrero de 2011   | Mainstream airplay |